# Arxiu de la Diputació de Tarragona
L'Arxiu de la Diputació de Tarragona (ADT) és un arxiu de titularitat pública; s'hi custodia la documentació generada per aquesta institució en el decurs de la seva activitat, alhora que implanta, en el marc de la seva organització, el sistema de gestió de la documentació administrativa. L'arxiu de la diputació provincial forma part del Sistema d'Arxius de Catalunya.

## Història
La Diputació de Tarragona és una institució de camí a ser bicentenària, que arrenca, oficialment, des de 1835, amb uns clars objectius de vetlla i coordinació de l'administració dels pobles de la seva demarcació. A l'últim terç del segle xix, ja es trobava reflectida l'existència de l'Arxiu de la Diputació a través, per exemple, de les memòries anuals que repassaven el seu patrimoni. El 1870, publicava ja un reglament intern, en què dedicava alguns capítols al Registre i a l'Arxiu, designant-hi un cap orgànic, establint-hi un calendari de transferències, regulant-ne l'accés i dotant-lo, en definitiva, d'una biblioteca auxiliar.
La Corporació va emprendre una primera reestructuració el 1964, fruit de la qual es va dotar l'Arxiu d'instal·lacions que garantien la bona ordenació i conservació dels fons documental, l'establiment d'una classificació orgànic cronològica adequada per a la ràpida localització de documents, i l'assignació de personal especialitzat que en regulés la custòdia i l'accés. L'Arxiu va créixer d'ençà, i el 1979 custodiava 8600 unitats documentals i mantenia un horari d'atenció al públic. Quinze anys més tard, doblava el nombre d'unitats, que disposava en més de 2000 metres lineals de prestatgeria.
L'any 1997 es va resoldre prestar un tractament especial a la documentació considerada amb valor històric (de més de 30 anys), i es va dipositar dins els compactes de l'edifici del Museu d'Art Modern, amb qui comparteix, d'ençà les instal·lacions i serveis. Amb aquesta resolució naixia l'Arxiu Històric de la Diputació que disposava de l'espai i de les mesures de conservació adequades, i també d'una sala de consulta més ampla, ben il·luminada i amb una completa biblioteca local auxiliar.
El Reglament de l'Arxiu de la Diputació de Tarragona fou publicat en el BOPT núm. 62 de dijous 15 de març de 2001 (pp. 12-19). En ell es detallen quines competències té l'Arxiu i quines funcions assumeix respecte al patrimoni documental, i hi estableix els mecanismes que permetran donar efectivitat al dret a la informació sense oblidar el dret a la intimitat de les persones, aspectes que són bàsics i han d'ésser garantits per la Diputació.
Per a contribuir al compliment d'aquests objectius, el Reglament s'estructura en sis capítols, una disposició addicional, una
disposició transitòria, una disposició final i una disposició derogatòria. En el capítol primer s'hi reflecteixen les consideracions generals sobre l'Arxiu, el patrimoni documental i l'organització. El capítol segon recull les funcions i atribucions de l'arxiver i del personal de l'Arxiu. El capítol tercer regula la gestió de la documentació, que es subdivideix en quatre seccions (funcions dels Arxius, de la transformació de la documentació, classificació, selecció, avaluació i tria, i preservació, conservació i restauració de la documentació). El capítol quart tracta de l'accés a la documentació i consta de
quatre seccions (disposicions comunes, l'accés a la consulta de la documentació d'ordre exterior, de caràcter personal, i d'ordre intern). El capítol cinquè es divideix en dues seccions, una que tracta de la reproducció de documents i l'altra sobre la difusió del patrimoni documental. I finalment, el capítol sisè regula les garanties i el control jurisdiccional del dret d'accés.

## Edifici
L'Arxiu de la Diputació de Tarragona es divideix en dues dependències, l'Arxiu Administratiu o Arxiu General i l'Arxiu Històric.

### Arxiu General(AGDT)
S'ubica al Palau de la Diputació, on disposa de més de 2000 metres lineals d'estanteria compactada amb la documentació que genera la Corporació. Compta amb una oficina, una sala de consulta i una biblioteca auxiliar de temàtica d'història local i dret administratiu.

### Arxiu Històric(AHDT)
Comparteix, amb el Museu d'Art Modern, les instal·lacions del carrer de Santa Anna. Disposa de compactes que acullen els 320 metres lineals de documentació anterior als 30 anys preceptius de vigència administrativa. Compta igualment amb una oficina, una sala de consulta, una biblioteca auxiliar d'història local i d'arxivística, servei de reprografia i d'orientació documental i bibliogràfica.

## Fons
L'arxiu de la Diputació conté la documentació generada per la Corporació des de 1834, any de la seva creació. La documentació es disposa classificada per sèries, les quals es corresponen a les àrees i departaments amb les quals s'articula i/o s'articulava l'organigrama funcional de la Diputació. Testimoni d'aquesta evolució en el temps són col·leccions ininterrompudes com les de les Actes (iniciades el 1836), el Butlletí Oficial (des de 1857), els censos electorals (1871), etc.
El fons es reparteix, d'acord amb la classificació orgànica que se li va aplicar de bell antuvi, en tres grups de sèries: “Òrgans de govern”, “Administració General” i “Administració Econòmica”. En el primer, hi ha les sèries de Presidència (actes, decrets, correspondència, etc.) i Comissions. En el segon, la de Secretaria General (governació, personal, registre, sanitat, serveis socials, cultura, obres públiques, agricultura, cens i eleccions, etc.). En el tercer, les de dipositària, recaptació i intervenció (caixa de crèdit i pressupostos).
Les sèries amb documentació més antiga (actes, governació) arrenquen a partir de 1828 o de 1836, però la majoria ho fan al llarg de la segona meitat del segle xix.
A banda del Fons de la Diputació, hi ha el Fons de Reserva, que és el fons més antic de l'Arxiu Històric de la Diputació de Tarragona i consisteix en un petit conjunt de 5 llibres antics relligats en pergamí que abasten des del s. XVI al xviii, entre els quals cal destacar un capbreu ben conservat de la Secuita (1699), i el llibre de la “Casa de Recogidas de Tarragona”(1765) que en el seu dia va servir per bastir-ne la corresponent monografia.
Hi ha, igualment, un fons especial, a més del de Reserva, que és el de partitures musicals de Mn. Salvador Ritort i Faus (segle xix-XX), un dels pocs fons musicals d'arxius que hi ha a les nostres comarques.
El Butlletí Oficial és de consulta directa, i compta, a més, amb un considerable fons d'imatge consistent en més de 15.000 fotografies a l'Arxiu Administratiu i de 6000 a l'arxiu històric, produïdes en el decurs dels actes oficials en què han participat les autoritats provincials.

### Quadre de classificació Fons de la Diputació
- Actes
  - Diputació (1836)
  - Junta Provincial de Beneficència (1849-1853)
  - Junta Provincial del Cens Electoral (1891-1919)
  - Regiones Devastadas y Reparaciones (1939-1943)
  - Comissió d'Educació, Esports i Turisme (1941)
  - Comissió de Beneficència i Obres Socials (1949)
  - Comissió de Govern (1949)
  - Comissió d'Obres Públiques (1949)
  - Diversos (1836-1956)
- Agricultura (1880)
- Beneficència (1858)
- Cadastre (1952-1958)
- Cens I Eleccions (1880)
- Cultura (1860)
- Fundacions (1946)
- Governació (1834)
- Intervenció (1863)
- Obres Públiques (1857)
- Presidència (1917)
- Quintes (1885-1974)
- Llibres De Registre (1837)
- Servicio nacional de regiones devastadas y reparaciones (1939-1950)
- Urbanisme (1883)
- Diversa (1822-1944)
- Llibres Administratius
  - Agricultura
  - Butlletí Oficial BOP
  - Educació, Esports i Turisme
  - Dipositaria
  - Governació
  - Intervenció
  - Quintes
  - Recaptació
  - Beneficència

### Altres fons
- Fons De Reserva (5 Llibres Dels S. XVII-XIX)
- Fons De Partitures Musicals De Mn. Salvador Ritort I Faus (1887-1955)
- Fons d'Imatge (1950-1985): 6.680 positius de procediment fotogràfic, 24 diapositives, (resultat de reproduccions fotogràfiques efectuades sobre material documental); els fotomuntatges impresos amb imatge són relativament escassos, i la col·lecció de postals antigues suma un total de 147 unitats; les targetes, 146, i els punts de lectura, 56; a banda dels plànols inclosos emmig dels expedients, cal ressenyar la col·lecció que es conserva de 45 cartells.

## Instruments de descripció

### Guia de l'arxiu
La guia de l'Arxiu de la Diputació de Tarragona ofereix informació sobre els seus diversos fons, dels segles xvii a XXI, imprescindibles per conèixer la història dels pobles de la seva demarcació geogràfica; en ella també hi consta el reglament: http://www.diputaciodetarragona.cat/houdipu/web-dipu/per_tu/arxiu/guia.php Arxivat 2010-09-19 a Wayback Machine.

### Inventari
Tot i no haver estat publicat, hi ha còpies impreses a disposició de consulta. Hi ha elaborats, a més, diversos catàlegs de fons concrets (fons musical, fons fotogràfic, etc.)

## Serveis

### Accés
Els arxius de la Diputació de Tarragona són accessibles per a professors, estudiants, investigadors o interessats, degudament acreditats amb la targeta d'investigador de la Generalitat, la del Ministeri de Cultura o el DNI. Els usuaris disposaran de les guies, inventaris, catàlegs o índexs que es vagin elaborant, per tal de conèixer els fons que volen consultar. La documentació se sol·licita emplenant el model de butlleta de consulta establerta a tal efecte.

### Butlletí Cultural Informatiu de l'Arxiu
La Diputació de Tarragona ofereix a la seva web un nou producte digital, Bolduc, una revista electrònica sobre els arxius de la demarcació tarragonina, amb especial consideració dels locals i dels municipals. Bolduc, és una publicació en línia, oberta a la participació dels professionals i interessats i que té com a objectiu la difusió, l'establiment de ponts de comunicació i la possibilitat de consultar a les seves pàgines tot allò que ofereix periòdicament el món dels arxius tarragonins. Els fons de l'Arxiu Històric de la Diputació han estat sempre objecte de consulta, una consulta que s'ha materialitzat en més d'una vintena de publicacions.